# Total Nonstop Action Wrestling
Total Nonstop Action Wrestling (TNA) é uma promoção americana de luta livre profissional com sede em Nashville, Tennessee. É uma subsidiária da Anthem Sports & Entertainment.
Fundada por Jeff e Jerry Jarrett em 2002, a promoção era inicialmente conhecida como NWA: Total Nonstop Action (NWA-TNA) e estava associada à National Wrestling Alliance (NWA), embora não fosse um membro oficial. Em 2004, a promoção ficou conhecida como Total Nonstop Action Wrestling (TNA), mas continuou a usar o Campeonato Mundial Pesos Pesados da NWA e o Campeonato de Duplas como parte de seu acordo com a NWA. Após o término do acordo em 2007, a empresa criou seus próprios campeonatos Mundial Peso Pesado da TNA e Mundial de Duplas da TNA. A promoção foi comprada pela Anthem no início de 2017 e, em março daquele ano, foi totalmente renomeada sob seu nome atual após sua principal série de televisão semanal. Especiais Mensais TNA+
Desde o início, a promoção foi considerada a segunda maior nos Estados Unidos, atrás apenas da WWE. Impact foi visto por alguns como tendo ficado atrás do rival de longa data Ring of Honor em 2017, com a perda de seu contrato de televisão nos EUA com a Spike em 2014, bem como questões monetárias e pessoais, sendo notado como fatores para seu declínio. Desde 2019, muitos acreditam que o Impact se recuperou, por meio de sua distribuição internacional sustentada de televisão e da compra por sua controladora da AXS TV, que posteriormente começou a transmitir a programação do Impact. No entanto, com a formação da All Elite Wrestling (AEW) naquele ano, e o acordo de televisão americano de alto perfil dessa promoção com TNT e TBS (que são vistos em mais lares do que AXS), Impact ainda é visto como uma promoção menor em comparação.

## História

### Formação e história inicial (2002-2004)
O conceito da TNA originou-se após o fechamento da World Championship Wrestling (WCW) em 2001, com a World Wrestling Federation (WWF, mais tarde WWE) ganhando o monopólio da indústria. Durante uma viagem de pesca, Bob Ryder, Jeff Jarrett e Jerry Jarrett contemplaram seus futuros no mundo do wrestling profissional. Ryder sugeriu uma empresa que não dependesse da televisão, mas sim que fosse direto para o pay-per-view. Em julho de 2002, Vince Russo juntou-se à promoção NWA-TNA de Jeff e Jerry Jarrett como escritor criativo e ajudaria na escrita e produção dos programas. Russo afirma que cunhou o nome "Total Nonstop Action", as iniciais da empresa "TNA" sendo uma brincadeira com "T&A". A intenção original, como eles eram exclusivos para pay-per-view, era ser visto como um produto mais ousado que a WWE.
Inicialmente, o programa pay-per-view semanal da TNA funcionava como a principal fonte de receita da empresa, no lugar dos eventos pay-per-view mensais usados por outras promoções. Esses shows ocorreram principalmente no Tennessee State Fairground Sports Arena em Nashville, Tennessee, apelidado de "TNA Asylum". Em outubro de 2002, a Panda Energy comprou o controle acionário (72%) da Total Nonstop Action Wrestling. A TNA (que originalmente era negociada como "J Sports and Entertainment") foi renomeada para "TNA Entertainment". Dixie Carter foi nomeada presidente da TNA Entertainment na primavera de 2003. Xplosion foi lançado em 27 de novembro de 2002, como o primeiro programa regular de TV a cabo da TNA e apresentava lutas exclusivas gravadas no TNA Asylum, bem como entrevistas exclusivas com lutadores da TNA. O último pay-per-view semanal ocorreu em 8 de setembro de 2004.

### Popularidade mainstream (2004-2009)

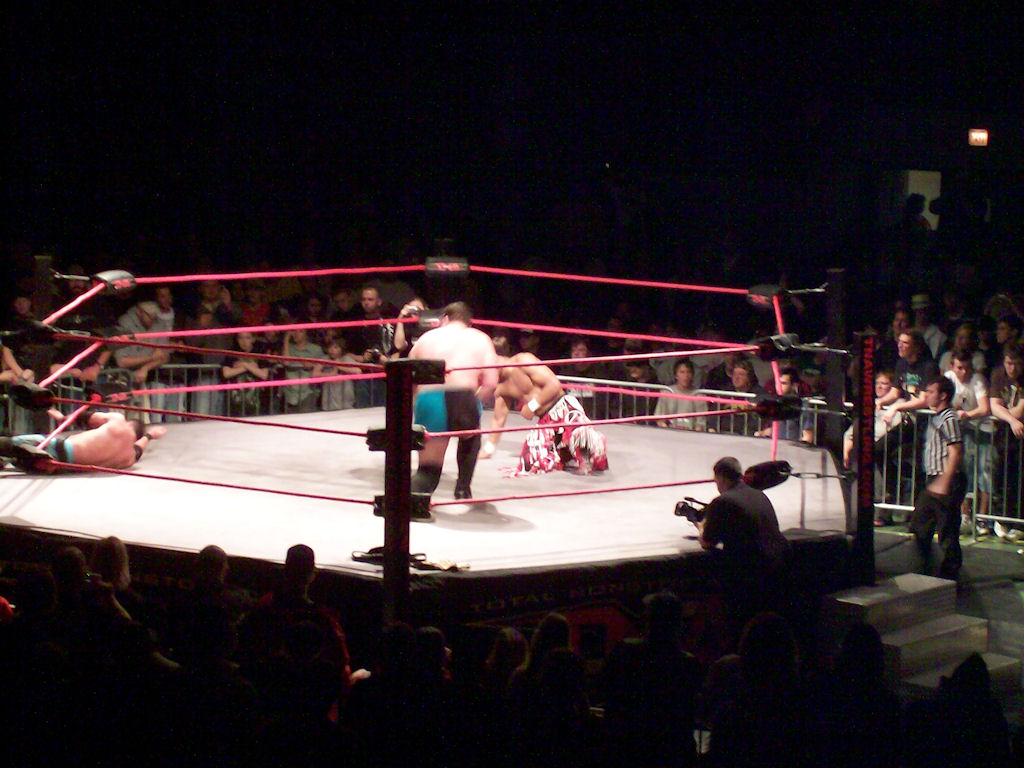
Durante a maior parte de sua história, o Impact Wrestling usou um ringue hexagonal.

Em maio de 2004, a TNA lançou seu segundo programa de televisão semanal, Impact! (estilizado como iMPACT!), produzido no Soundstage 21, apelidado de "Impact Zone", no Universal Studios Florida e transmitido pela Fox Sports Net. Com a estreia do programa, a TNA introduziu um ringue de luta livre de seis lados, a implementação do "Fox Box" exibindo competidores e cronometragem para a partida e um estilo geralmente mais esportivo do que o entretenimento esportivo estilo exemplificado pela WWE.
A TNA iria posteriormente descontinuar a produção de pay-per-views semanais em favor de uma programação tradicional de pay-per-view mensal, começando com Victory Road em novembro de 2004. O contrato de televisão da TNA com a Fox Sports expirou em maio de 2005. Sem exposição na televisão, Impact! continuaria a ser transmitido através de webcasts - originalmente disponibilizados via BitTorrent e, eventualmente, via RealPlayer - e substituiria o horário do Xplosion na Urban America Television.
Em agosto de 2005, a Marvel Toys lançou a primeira linha de figuras de ação da TNA, que incluía um ringuede seis lados e o conjunto Ultimate X.
Em 11 de setembro de 2005, a TNA realizou seu pay per view Unbreakable. Unbreakable é lembrado pela luta principal, um combate triplo pelo Campeonato X Division da TNA, entre A.J. Styles, Christopher Daniels e Samoa Joe, que recebeu uma rara classificação de 5 estrelas do jornalista de luta livre Dave Meltzer, o primeiro e atualmente o único que a empresa recebeu.
Mais tarde naquele ano, a TNA garantiria um acordo de televisão com a Spike TV; Impact! estreou na rede em 1 de outubro de 2005. O episódio viu o Team 3D fazer sua estreia na TNA. A TNA ganharia atenção para os muitos lutadores de alto nível que se juntariam à promoção durante o Impacts no Spike. De 2005 a 2009, estes incluem Kevin Nash, Rhino, Christian Cage, Sting (que fez aparições em shows anteriores de "Asylum"), Scott Steiner, Kurt Angle, Booker T e Mick Foley.
Em abril de 2006, a TNA lançou um canal no YouTube, com clipes do Impact e conteúdo exclusivo. Começando com Bound for Glory em outubro de 2006, a TNA começou a realizar eventos pay-per-view selecionados fora de Orlando, Flórida. Em janeiro de 2007, a TNA anunciou um acordo com a New Motion, Inc. que levou à introdução do serviço TNA Mobile. A TNA também lançou a "TNA U TV"; podcasts transmitidos pelo YouTube para ajudar a promover a empresa.
Em março de 2008, a Tristar Productions adquiriu um acordo de licença exclusiva para produzir e distribuir cartões comerciais e memorabilia da TNA. Em 9 de setembro de 2008, a Midway Games lançou o jogo de videogame TNA Impact! . Em 23 de outubro de 2008, a TNA começou a produzir sua programação em HD. Além disso, um novo conjunto de HD para Impact foi introduzido, incluindo nova iluminação e telas grandes de alta resolução.
Em 21 de junho de 2009, a TNA lançou um serviço de assinatura on-line onde os assinantes podiam assistir a pay-per-views anteriores escolhendo uma das três opções de pagamento.

### Hulk Hogan, Eric Bischoff e liderança de Dixie Carter (2010–2014)
Em outubro de 2009, a presidente da TNA, Dixie Carter, contratou Hulk Hogan e o ex-presidente da WCW Eric Bischoff. Ambos obtiveram uma posição nos bastidores; com Bischoff como parte criativa e Hogan como consultor. Sob seu mandato, a TNA passaria por várias reformulações em 2010. Começando com o Genesis em janeiro, a TNA voltou a usar um anel de quatro lados. Naquele mês, a Jakks Pacific anunciou um acordo de cinco anos para produzir figuras de ação da TNA. Impact! também começaria a ser exibida nas noites de segunda-feira diretamente em frente ao WWE Raw, marcando a primeira vez que duas grandes promoções de wrestling profissional se enfrentariam desde o lançamento do WCW Monday Nitro em 1995. O show mudaria permanentemente para segundas-feiras em 8 de março de 2010, Spike manteria o horário de quinta à noite aberto para repetições dos shows de segunda à noite. Durante este tempo, Ric Flair, Rob Van Dam, Mr. Anderson fariam suas estreias, enquanto Jeff Hardy faria seu retorno. Impact! mais tarde retornaria às noites de quinta-feira em 3 de maio.
Durante as gravações do Impact! de 3 de maio de 2011, o show mudaria seu nome para Impact Wrestling. Em 7 de novembro de 2011, a TNA revelou que a Ohio Valley Wrestling (OVW) se tornaria o território oficial de desenvolvimento da TNA. Em dezembro de 2011, a TNA estreou sua nova promoção subsidiária baseada na Índia, Ring Ka King. Em 31 de maio de 2012, o Impact Wrestling começou a ser transmitido ao vivo em um novo horário de início às 20h nas noites de quinta-feira. A programação ao vivo continuaria ao longo de 2012. Em março de 2013, a TNA começou a gravar o Impact de diferentes locais nos Estados Unidos e encerrou seu contrato com a Universal Studios. Em 14 de março, a TNA introduziu um novo palco HD universal que seria usado para toda a programação semanal. Em 2 de novembro, a TNA encerrou seu relacionamento com a OVW.
A TNA formou um relacionamento com a promoção japonesa Wrestle-1 começando em julho de 2013 com uma reunião entre o fundador da TNA Jeff Jarrett e o chefe da Wrestle-1 Keiji Mutoh. Foi arranjado para Jarrett lutar pelo W-1 em outubro de 2013. Em novembro, A. J. Styles defendeu com sucesso o Campeonato Mundial dos Pesos Pesados da TNA em um show da Wrestle-1 no Japão.
Do período de 2013 a 2014, muitos nomes conhecidos ou veteranos da empresa deixaram a TNA. O contrato de Hulk Hogan com a TNA expirou em outubro de 2013. Em dezembro de 2013, A.J. Styles deixou a TNA depois que seu contrato expirou. Styles disse mais tarde que não poderia aceitar a nova oferta de contrato da TNA, que o faria receber um corte de 60% no pagamento. O fundador da TNA, Jeff Jarrett, se demitiu da empresa em dezembro de 2013, mas permaneceu como um "investidor". No ano seguinte Jarrett revelou planos para iniciar uma nova promoção de wrestling profissional, Global Force Wrestling. Outras saídas em 2014 incluíram os veteranos da TNA Sting, Chris Sabin, Hernandez, Christopher Daniels e Kazarian todos deixando a empresa naquele ano, e os contratos dos TNA Hall of Famers Bully Ray e Devon supostamente expiraram em outubro de 2014, com a TNA movendo-os para a seção de ex-lutadores de sua lista em janeiro de 2015.
No final de julho, o site TMZ informou que a Spike TV não estava renovando o Impact Wrestling além de outubro. A TNA refutaria o relatório, afirmando que as negociações ainda estavam em andamento. Em 14 de agosto, o Impact Wrestling mudou para as noites de quarta-feira. Em 20 de agosto, a TNA assinou uma extensão com a Spike TV até o final de 2014.

### Problemas financeiros e legais (2015-2016)
Em novembro de 2014, a TNA anunciou um novo acordo com a Discovery Communications para distribuir sua programação nos Estados Unidos no Destination America e em mercados internacionais selecionados. O alcance da Spike na época foi estimado em mais de 97 milhões de casas, enquanto o Destination America foi estimado em 59 milhões. O Impact Wrestling deixou de transmitir novos eventos televisionados no Spike após o episódio de 19 de novembro. Os episódios finais de 2014 foram Best of TNA clip shows. Em 7 de janeiro de 2015, o Impact Wrestling mudou-se para o Destination America, com uma estreia ao vivo no Grand Ballroom do Manhattan Center em Nova York.
Além do Impact Wrestling, que agora ia ao ar nas noites de sexta-feira, dois novos shows produzidos foram Impact Wrestling: Unlocked, apresentado por Mike Tenay, e TNA Wrestling's Greatest Matches, uma série que apresenta as melhores lutas da história da empresa. De dezembro de 2014 a março de 2015, vários funcionários assinaram novamente com a TNA, incluindo Kurt Angle, Jeff Hardy, Gail Kim, Mr. Anderson, Abyss e Matt Hardy. Awesome Kong também voltou à empresa após vários anos de ausência. Durante este período, o veterano Samoa Joe e o comentarista Tazz deixaram a empresa por mútuo consentimento.
Em 27 de abril de 2015, o vocalista do Smashing Pumpkins, Billy Corgan, juntou-se à TNA como produtor sênior de desenvolvimento criativo e de talentos.

### Compra da Anthem e reformulação (2017)
A Anthem Sports & Entertainment comprou uma participação majoritária da TNA, reorganizando a empresa-mãe da TNA. Dixie Carter manteve uma participação minoritária de 5% na empresa, mas renunciou ao cargo de presidente após quatorze anos na empresa e ingressou no conselho consultivo do Fight Media Group. A empresa-mãe da promoção, TNA Entertainment, foi alterada primeiro para Impact Ventures e depois para Anthem Wrestling Exhibitions, LLC., com o vice-presidente executivo da Anthem, Ed Nordholm, tornando-se presidente da nova empresa-mãe. Em 5 de janeiro, Jeff Jarrett foi trazido de volta pela Anthem para servir como consultor.
Bruce Prichard afirmou que o nome da TNA estava "morto" em 2 de março, com Anthem renomeando a promoção como Impact Wrestling, depois de sua série de televisão principal. Os lutadores Drew Galloway, Matt Hardy, Jeff Hardy, Jade, Crazzy Steve, Mike Bennett e Maria Kanellis deixaram a empresa durante este período.
Em 20 de abril, o Impact anunciou uma fusão com a Global Force Wrestling de Jarrett (GFW). A empresa posteriormente anunciou que eles estavam em uma reformulação novamente e tomando o nome GFW em junho; o reformulação foi de curta duração como eles cortaram os laços com Jarrett em outubro. Durante esse tempo, Anthem lançou a Global Wrestling Network, um novo serviço de streaming que apresentava conteúdo de sua biblioteca de fitas e outras fontes.

## Recursos

### Hall da Fama
O Hall da Fama foi apresentado em 31 de maio de 2012. Como parte de um processo anual, os indicados selecionados são escolhidos com base em suas contribuições gerais para a história do Impact. Em 10 de junho, no Slammiversary 10, Sting foi revelado como o primeiro induzido ao Hall da Fama e sua indução formal ocorreu no Bound for Glory em outubro de 2012.

## Campeonatos e conquistas

### Campeonatos atuais
A partir de 5 de fevereiro de 2022.